# Утлебен
Утлебен (њем. Uthleben) је дио града Херинген/Хелме у њемачкој савезној држави Тирингија. До 2010 је био општина у округу Нордхаузен. Посједује регионалну шифру (AGS) 16062055.

## Географски и демографски подаци
Налази се на надморској висини од 170 метара. Површина мјеста износи 14,6 km². У самом мјесту је, према процјени из 2010. године, живјело 1.182 становника. Просјечна густина становништва износи 81 становника/km².

## Међународна сарадња
| Мјесто            | Држава   | Врста сарадње | Од    |
| ----------------- | -------- | ------------- | ----- |
| Балатонмаријафирд | Мађарска | партнерство   | 2004. |
|                   | Пољска   | партнерство   | 1984. |
| Извор             |          |               |       |